# Demo (demo Grave Digger)
Demo – pierwsze wydawnictwo zespołu heavymetalowego Grave Digger, wydanego w 1982 roku.

## Lista utworów
1. „Shoot Her Down”
2. „The Looser”
3. „Ägypten”
4. „2000 Light Years from Home”
5. „On the Run”
6. „Ride On”

## Twórcy
- Chris Boltendahl - śpiew, gitara basowa
- Peter Masson - gitara
- Philipp Seibel - perkusja